# Omphalotrigonotis cupulifera
Omphalotrigonotis cupulifera là loài thực vật có hoa trong họ Mồ hôi. Loài này được (I.M. Johnst.) W.T. Wang mô tả khoa học đầu tiên năm 1984.